# Bad Samaritan
Bad Samaritan es una película estadounidense de terror y suspenso dirigida por Dean Devlin y escrita por Brandon Boyce. La película está protagonizada por David Tennant y Robert Sheehan, con Carlito Olivero, Kerry Condon, y Jacqueline Byers en papeles de apoyo. Fue estrenada en los Estados Unidos el 4 de mayo de 2018.

## Reparto
- David Tennant como Cale Erendreich.
- Robert Sheehan como Sean Falco.
- Kerry Condon como Katie Hopgood.
- Carlito Olivero como Derek Sandoval.
- Jacqueline Byers como Riley Seabrook.
- Tracey Heggins como Olivia Fuller.
- Rob Nagle como No Falco.
- Lorena Bahr como Patty Falco.
- Jacob Resnikoff como Rowan Falco.
- David Meyers como Nino.
- Tony Doupe como Wayne Bannon.
- Lisa Brenner como Helen Leyton.

## Argumento
Dos jóvenes, que trabajan de aparca coches en un restaurante, planean una estafa para robar la casa de los clientes. En uno de los robos descubren a una mujer secuestrada, la dejan allí y llaman a la policía una vez fuera de la casa, pero esta no encuentra nada al investigar. Invadido de culpa, Sean intentará encontrar y rescatar a la mujer mientras lidia con la ira del secuestrador, quien quiere vengarse.

## Producción
El 16 de septiembre de 2013, se anunció que Electric Entertainment de Dean Devlin había comprado guion de la película No Good Deed, escrito por Brandon Boyce, que Marc Roskin haría su debut como director, y que iba a ser producida por Devlin, Roskin, y Rachel Olschan. El 25 de agosto de 2016, se informó de que Devlin iba a dirigir la película en su lugar, y que David Tennant había sido contratado para protagonizar. El 22 de septiembre de 2016, Robert Sheehan fue elegido como el otro protagonista, y el 29 de noviembre de 2016, Carlito Olivero se unió igualmente. Más tarde, el resto del elenco fue anunciado, incluyendo a Kerry Condon, Jacqueline Byers, y Lisa Brenner.
El rodaje de la película comenzó a principios de 2017 en Portland, Oregón.
Electric Entertainment lanzó el primer tráiler oficial de la película el 7 de febrero de 2018.